# Bosley Crowther
Bosley Crowther (wym. [ˈbɑzli ˈkraʊðər], właśc. Francis Bosley Crowther Jr.; ur. 13 lipca 1905 w Lutherville, zm. 7 marca 1981 w Mount Kisco) – amerykański autor, dziennikarz oraz krytyk filmowy. Przez 40 lat pracujący w redakcji „The New York Timesa”, z czego 27 lat jako krytyk. Był trzykrotnie wybierany na stanowisko prezesa organizacji Stowarzyszenia Nowojorskich Krytyków Filmowych (NYFCC). W 1954 został laureatem nagrody w dziedzinie krytyki filmowej przyznawanej przez Amerykańską Gildię Reżyserów Filmowych (DGA).
Jego praca pomogła w ukształtowaniu kariery wielu aktorów, reżyserów oraz scenarzystów, choć autorskie recenzje były postrzegane niekiedy jako niepotrzebnie surowe. W latach 50. i 60. XX wieku deklarował się jako zwolennik filmów obcojęzycznych; szczególnym uznaniem darzył produkcje takich twórców, jak m.in. Federico Fellini, Ingmar Bergman, Roberto Rossellini i Vittorio De Sica. Uchodził za najbardziej wpływowego amerykańskiego komentatora w dziedzinie przemysłu filmowego i sztuki.

## Życiorys

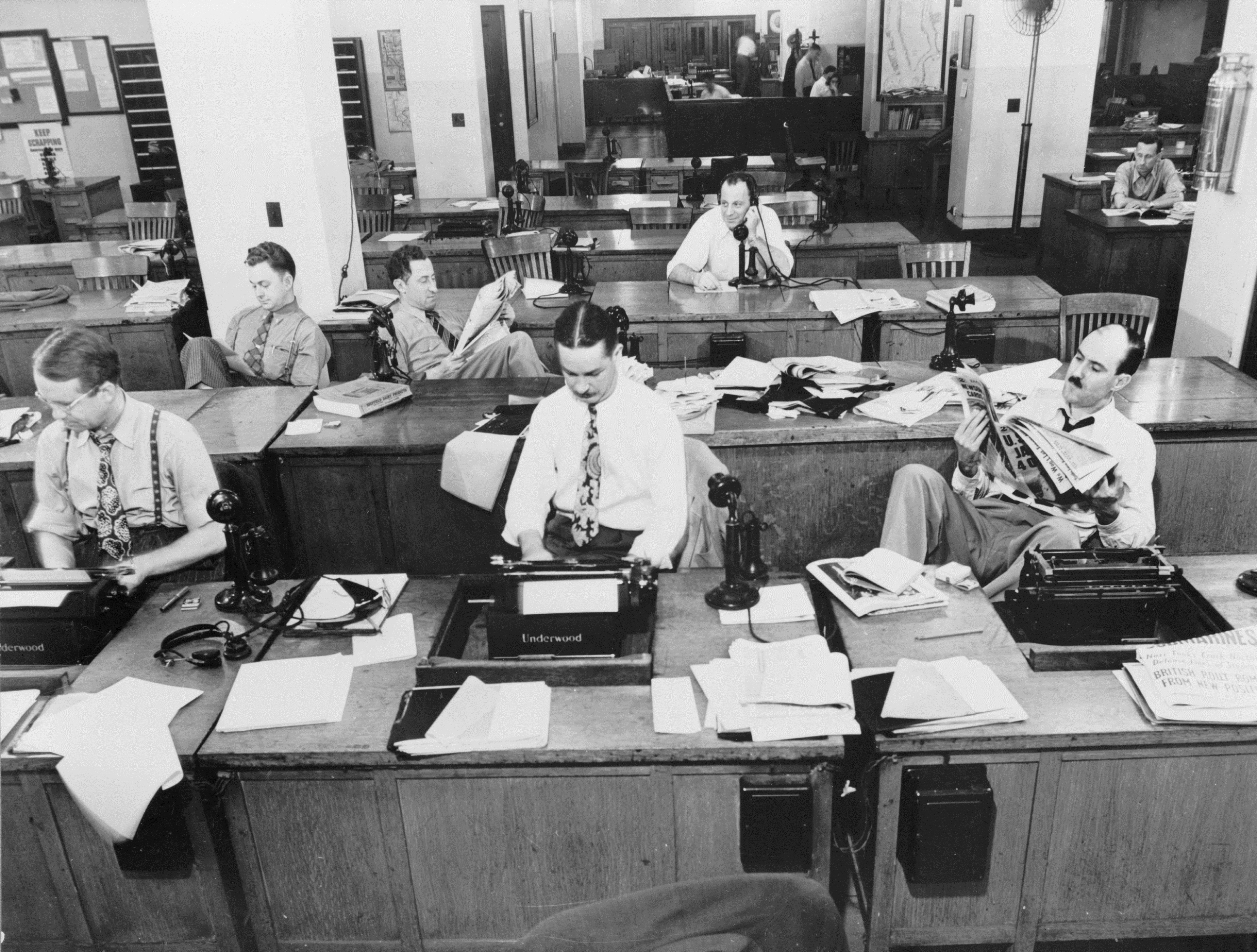
Newsroom „The New York Timesa”, gdzie Crowther pracował przez 40 lat

Francis Bosley Crowther Jr. urodził się 13 lipca 1905 w Lutherville w stanie Maryland, jako syn Elizy Hay (z domu Leisenring; 1877–1960) i Francisa Bosleya Crowthera (1874–1950). Miał siostrę Nancy. Uczęszczał do miejscowej szkoły podstawowej, a następnie do liceum w Winston-Salem w Karolinie Północnej, po czym zapisał się do Woodberry Forest School w hrabstwie Madison w stanie Wirginia. Studiował na Uniwersytecie Princeton w stanie New Jersey.
Przez 40 lat pracował w redakcji „The New York Timesa” – początkowo jako publicysta i reporter, a następnie jako redaktor. Poznał tam swoją żonę Florence Marks, z którą zawarł związek małżeński 20 stycznia 1933. Od 1940 do 1967 zajmował się krytyką filmową. Jego artykuły i recenzje obejmowały rewolucyjny okres w sztuce filmowej; przejście z czarni i bieli do koloru, umiędzynarodowienie i powstanie niezależnego kina oraz narodziny telewizji. Choć skupiał się głównie na rodzimych hollywoodzkich produkcjach, był też entuzjastą kina zagranicznego lat 50. i 60., w tym twórczości Felliniego, Bergmana, Rosselliniego i De Sica. Napisał również pięć książek i był autorem dwóch sztuk teatralnych.
W latach 50. zwrócił uwagę na senatora Josepha McCarthy’ego, republikanina ze stanu Wisconsin, którego antykomunistyczna krucjata wywołała wiele zamieszania w kręgach Hollywood. Crowther działał jako przeciwnik tzw. czarnej listy, często wyśmiewając w swoich recenzjach ówczesne filmy patriotyczne. Opowiadał się także za zwalczaniem ustawowej cenzury obecnej w filmach w owych czasach, niejednokrotnie apelując o większą odpowiedzialność społeczną. Pozostawał krytyczny wobec produkcji propagujących przemoc. Był zwolennikiem przedstawiania w filmach treści społecznych, jak np. w Przeminęło z wiatrem (1939), Gronach gniewu (1940) czy Obywatelu Kanie (1941). Stawał w obronie kosztownych produkcji, w tym Gigi (1958), Ben-Hura (1959) i Kleopatry (1963), potępiając jednocześnie „mieszanie farsy z brutalnymi zabójstwami” przedstawionymi w biograficznym kryminale Bonnie i Clyde (1967), mimo że większość recenzentów chwaliła film Arthura Penna za próbę ukazania rozkładu wartości moralnych i społecznych w dobie kryzysu.

### Śmierć
Zmarł 7 marca 1981 w Northern Westchester Hospital w Mount Kisco w stanie Nowy Jork z powodu niewydolności serca. Miał 75 lat. Pozostawił żonę Florence, trzech synów i czworo wnucząt.